# Malinversión
En la teoría del ciclo económico en la Escuela Austriaca, las malinversiones son inversiones empresariales mal asignadas, debido a un coste artificialmente bajo del crédito y a un aumento insostenible en la oferta de dinero. Los bancos centrales suelen ser vistos como responsables de las malas inversiones, como la burbuja puntocom y la burbuja inmobiliaria de los Estados Unidos. Economistas austriacos como el Premio Nobel F. A. Hayek defienden la idea de que una mala inversión ocurre debido a una combinación de la banca de reserva fraccional y tasas de interés artificialmente bajas induciendo al error señales de precios relativas las cuales necesitarán una reducción correctiva—un auge seguido de una caída.
El concepto data como mínimo de 1867. En 1940, Ludwig von Mises escribió, "La popularidad de la inflación y la expansión del crédito, la fuente máxima de repetidos intentos de volver a las personas prósperas a través de la expansión crediticia y, por tanto, la causa de las fluctuaciones cíclicas empresariales, claramente se manifiestan por sí mismas en la terminología habitual. El auge es denominado buen negocio, prosperidad, y repunte. Sus secuelas inevitables, el reajuste de las condiciones de datos reales del mercado, es llamado crisis, caída, mal negocio, depresión. La gente se rebela en contra de que la percepción de un elemento inquietante será visto en una mala inversión y el hiperconsumo del período de auge y que semejante auge artificialmente inducido está condenado al fracaso. Ellos están buscando por la piedra filosofal para hacer que dure."